# Tseten Dorje (Bhöndong)
Bhöndong (Se), persoonsnaam Tseten Dorje (1889/92 - 9 mei 1945), was een Tibetaans politicus.
Bhöndong werd regeringsfunctionaris in 1906. Gedurende 15 jaar was hij secretaris (Ka-trung) in de Kashag. In de zomer van 1934 werd hij benoemd tot kabinetminister (Shappe). Vanwege zijn lange secretariaatschap was hij een invloedrijkman in de Kashag.
In 1939 was hij onder meer betrokken bij de reis van de jonge veertiende dalai lama van diens geboortedorp Taktser naar Lhasa.